# Metasemema
Il metasemema (dal greco μετά, che indica trasformazione, e σημαίνω, «significare») è il tipo di figura retorica che modifica il significato di una parola sul piano del contenuto. 

## Struttura semantica
Due termini simili (detti lessemi) condividono sempre una serie di semi (ovvero di termini semantici) che li definiscono. Ciascuna serie di semi prende il nome di semema: si ha un metasemema ogni volta che una parola è sostituita da un'altra avente stesso semema, ma che differisce per almeno un seme.
Esempio: la parola "matita" (lessema) ha un semema costituito dai semi "per scrivere", "con asta di grafite", "a forma di bastone". La parola "penna" ha un semema che differisce da quello di "matita" poiché sostituisce "con asta di grafite" con "con cannula di inchiostro".
Le figure più note di questo tipo sono la sineddoche, la metafora, la metonimia e l'ossimoro.